# 火葬
火葬（かそう）とは、葬送の一手段として遺体を焼却することである。また、遺体の焼却を伴う葬儀のことも指す。
火葬を行う施設を火葬場と呼ぶ。

## 各文化圏における火葬

### 日本における火葬

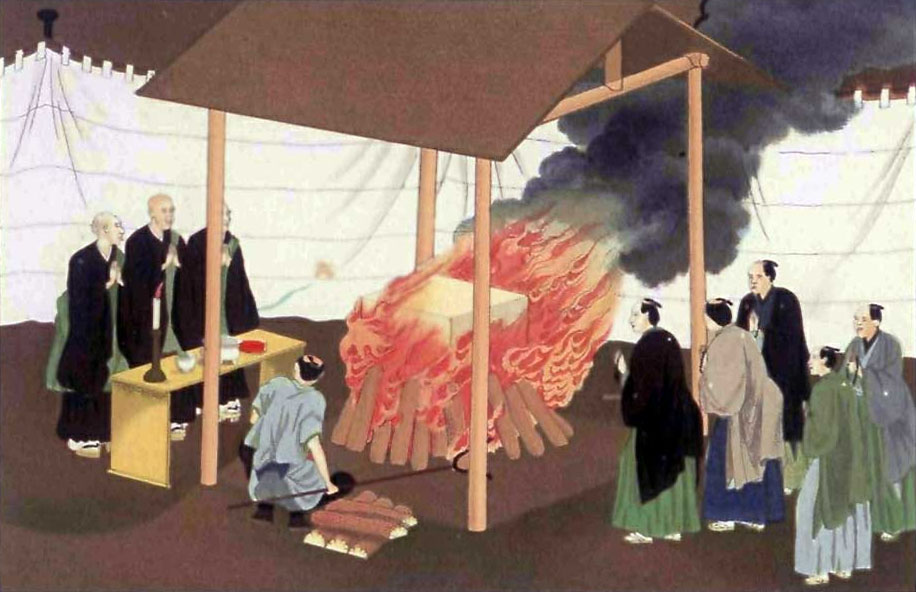
江戸時代の火葬（1867年刊『日本の礼儀と習慣のスケッチ』より）

火葬は、現代の日本では最も一般的な葬法である。

#### 歴史
仏教伝来前の火葬例も確認されており、縄文時代の遺跡からも、火葬骨が出土している。
弥生時代以降の古墳の様式の一つに「かまど塚」「横穴式木芯粘土室」などと呼ばれる様式のものがあり、その中には火葬が行なわれた痕跡があるものが認められている。それらは6世紀後半から出現しており、最古のものは九州で590年±75年の火葬が確認されている。2014年（平成26年）2月、長崎県大村市の弥生時代後期（2世紀頃）の竹松遺跡における長崎県教育委員会の発掘調査により、火葬による埋葬と見られる人骨が発見されている。
古墳時代にかけて古墳の造営がピークを迎えたが、仏教の受容と大化の改新により火葬への切り替えが進む。大化2年（646年）には薄葬令が発布された。文献記録上、日本で最初に火葬された人物は仏教僧の道昭（元興寺の開祖）で、文武天皇4年（700年）に火葬された。これについては『続日本紀』にやや長い記事があり（wikisouce）、72歳で没した際に遺言によって粟原寺で火葬されたという。『続日本紀』には「天下の火葬これよりして始まる」と記述されている。浅香勝輔は先行する火葬事例を確認しながらも「8世紀以降、仏教文化とともに、わが国の火葬習俗は始まったとするのが穏当」としている。現代でも「火葬にする」の意味で用いられる言葉として「荼毘に付す」がある。この荼毘（だび。荼毗とも）は火葬を意味するインドの言葉（パーリ語: jhāpeti「燃やす」）に由来し、仏教用語である。
『続日本紀』によると、最初に火葬された天皇は、大宝2年（702年）に崩御し、殯（もがり）の儀礼の後、大宝3年（703年）に火葬された持統天皇である。
一般的には火葬の習俗はまず天皇や貴族、地方豪族などの上層階級から広がっていった、と説明されている。なお、大宝元年（701年）編纂の『大宝律令』には、行軍中の兵士や防人が死亡した際には火葬するという規定が含まれている。
『万葉集』には
と短歌で詠まれ、最愛の人を送る、最後の別れの煙が「いさよふ雲」であり、それはとりもなおさず妹と認識できると歌われており、万葉人特有のゆかしさと優しさが感じられると、日本での近代火葬炉開発の元祖である鳴海徳直は述べている。
土葬も廃れたわけではなく、平安時代以降、皇族、貴族、僧侶などに火葬が広まった後も、土葬が広く用いられていた。仏教徒も含めて、近世までの主流は火葬よりも死体を棺桶に収めて土中に埋める土葬であった。儒教の価値観では身体を傷つけるのは大きな罪であったほか、人口の急増で埋葬地の確保が難しくなる明治期に到るまでは、少なくとも一般庶民にとっては土葬の方が安上がりだったためとの説がある。比熱の高い（＝温度が上がりにくい）水分や分子構造が巨大で複雑なタンパク質を多量に含んだ遺体という物質を焼骨に変えるまで燃やすには、生活必需品としても貴重だった薪を大量に用いる必要がある。また、効率よく焼くための高度に専門的な技術が求められるため、火葬は費用がかかる葬儀様式であった。
明治時代に入ると、東京の市街地に近接する火葬場の臭気や煤煙が近隣住民の健康を害している事が問題になり、警保寮（警視庁の前身）が司法省へ火葬場移転伺いを出した。この問題に際し明治政府は神道派が主張する「火葬場移転を検討するのは浮屠（仏教僧）が推進する火葬を認めたことになる。火葬は仏教葬法であり廃止すべき」との主張を採り、東京府、京都府、大阪府に土葬用墓地は十分に確保可能か調査するよう命じた。土葬用墓地枯渇の虞は低いとの報告を受けた直後の明治6年（1873年）7月18日に国家神道による挙国一致を目指した神仏分離令に関連して火葬禁止令（太政官布告第253号）を布告した。市民の間では悪臭問題の他、コレラなどの伝染病が広まるという噂もあったとされる。
だが、都市部では間もなく土葬用墓地が枯渇し始めて、埋葬料が高騰したり埋葬受け入れが不可能となる墓地も出てきたりして混乱を招いた。仏教徒や大学者からは、火葬再開を求める建白書が相次ぎ、政府内部からも火葬禁止令に反対する意見が出て、明治8年（1875年）5月23日には禁止令を廃止している。
その後、明治政府は火葬場問題から宗教的視点を排して、公衆衛生的観点から火葬を扱うようになった。伝染病死体の火葬義務化に加えて、土葬用墓地の新設や拡張に厳しい規制を掛け、人口密集度の高い地域には、土葬禁止区域を設定するなどの政策を取った。1896（明治29）年のデータでは火葬率は26.8％で、大都市部と浄土真宗門徒の多い北陸地方で火葬が多い。
大正時代より地方公共団体が火葬場設営に積極的になり、土葬より火葬の方が費用や人手が少なくて済むようになった。火葬率は1940年代に50%だったが、高度経済成長期には処理能力の高い火葬場が全国に整備されたことで70%を超え、2015年の時点で99.9%になった。これは世界一の割合である。

#### 背景

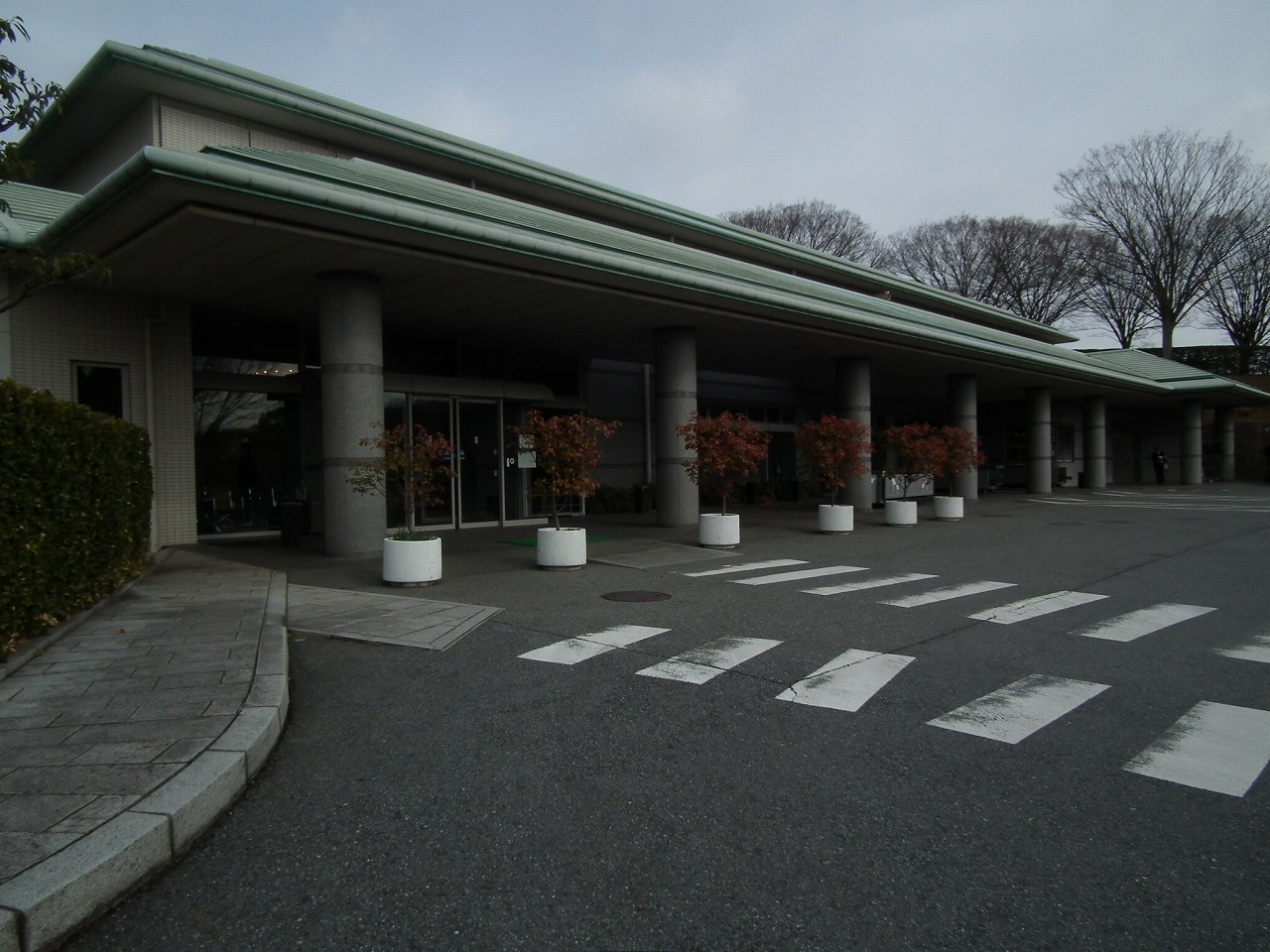
高い煙突を持たない近代的な火葬場（1993年 宮本工業所製）

土葬習慣が根強い一部地区の住民、火葬を禁忌する宗教宗派の者、大規模災害により火葬場が使えない場合を除いて、ほとんど全ての遺体は火葬される。その理由としては以下の点が挙げられる。
- 公衆衛生の観点から土葬よりも衛生的であるため。伝染病等で死んだ場合はもちろんだが、通常の死亡原因による埋葬であっても、土中の微生物による腐敗が進んでも社会に影響を与えないためには衛生上、広域な墓域を必要とする。
  - 土壌汚染は墓地の規模、埋葬数、地質に大きく依存するため、世界保健機関が2020年に公表したレポートでは感染拡大対策としての火葬について、支持する根拠が不足しているという見解を示している[12][16]。
- 強い信仰を持たない人が多く、埋葬の方法にこだわりがない。現代の日本では、火葬がごく普遍的なものとなっており、世間体にも無難なものとして受け入れられる。
- 日本の葬儀の8割以上が仏式であること[17]。
- 都市に人口が集中しており、その都市部では遺体そのまま埋葬（土葬）が条例により禁止されているか、土葬を許可されている墓地を確保することが極めて困難であること[18]。
- 墓は家族を単位として考える人が多い。将来的には子や孫など、後世に続く子孫たち（結婚して他家に嫁いだ女性は、嫁ぎ先の墓に納骨される）も同じ墓に入るので、先祖と同じ墓に入れるように体積を減らすため火葬する。

しかし日本においても火葬を忌む場合はある。
- 神道家の一部には火葬を仏教徒の残虐な葬儀法として禁忌する思想がある。
- 琉球諸島は風葬と洗骨葬の文化があったため火葬率が低かったが、20世紀に火葬が定着し現代ではほぼ火葬である[19]。

世界的にみて、イスラム教やキリスト教に、火葬を禁忌とする戒律を有する文化が少なくない（後述）。インドネシアなどイスラム教圏から来た労働者が増加したことで、山梨県甲州市と北海道余市町の2箇所しかない土葬が可能な施設に集中するという問題が発生した。大分県日出町では2024年8月の町長選挙で、同町内の町有地を取得したイスラム系宗教法人が建設計画を進めていた大規模土葬墓地の是非が焦点となり、建設反対派の新人候補が容認派であった現職町長を2倍以上の得票数で破るなど、住民からは環境問題や風評被害などを懸念し、行政上の問題ともなっている。
なお、ムスリムは死後24時間以内に埋葬を終えなければならないが、日本国内では下記するように墓地、埋葬等に関する法律で、一部の例外に該当しない限り、死亡後24時間は埋葬ができない。ましてや土葬可能な施設が遠隔地にあることが殆どなので、埋葬までに死後数日、墓地を確保できていない場合は、それ以上をどうしても要してしまう状況にある。

#### 手続
日本では、墓地、埋葬等に関する法律（墓埋法）第3条の規定により、死体もしくは妊娠7か月以上の胎児は、原則として死後もしくは死産後24時間以内（医師による判定から24時間以内）は、火葬および土葬してはならない。
但し、妊娠6か月以下の胎児は対象外であるほか、感染症法30条の規定により、同法で定められている一類から三類までの感染症や、新型インフルエンザ・新型コロナウイルス等の感染症による死亡の場合は遺体からの感染を防止する観点から、24時間以内の火葬が許可されている。この場合は火葬終了後に葬儀を行うなど、通常の葬儀とは逆の順序になる。（感染症の予防及び感染症の患者に対する医療に関する法律の項および関連法令条文を参照）。
また、火葬を行なう場合には、当該死体に係る死亡診断書や死亡届等を受理した市町村長の許可が必要である（墓埋法第5条）。この許可を受けずに火葬した場合には、墓埋法違反となるほか（「罰則」規定同法第21条）、刑法第190条「死体遺棄・死体損壊罪」の刑罰に問われる行為である。このため、火葬許可証は火葬場に提出する必要があり、これがないと火葬を拒否される。火葬終了後は火葬証明書として扱われ、納骨の際にも必要となる。
仏式では、火葬の後の「焼骨」は骨壷に収（拾）骨して、土中に埋蔵（日本の法律では火葬後の焼骨を土中に安置することを「焼骨の埋蔵」と定義している）するか、納骨堂等に収蔵されることになる（墓地、埋葬等に関する法律第2条）。したがって火葬は「葬儀の手段の一つ」というよりも、葬儀の一過程であるという考え方もある。または、死体の減容化処理、安定化の一方法と言うことも出来る。なお、墓埋法では土葬など、火葬以外の方法を禁じてはいないが、環境衛生面から行政は火葬を奨励している。特に東京都（島嶼部以外では八王子市、町田市、国立市など10市2町1村を除く）や大阪府などでは、条例で土葬を禁止している。
散骨される場合もあるが、北海道長沼町など、都道府県または市町村の条例により禁止・規制している地域もある。

#### 皇族の火葬
平安時代前期から近世前期にかけては、天皇、皇族の埋葬方法は仏教の影響から火葬が主流であった。近世後期以降、皇族の埋葬方法は土葬とされた。1617年に崩御した後陽成天皇を最後に火葬の制は（一旦）取りやめとなった。巨大な陵（墓）を築き土葬する古代様式に復されたのは奥八兵衛の逸話に見て取れるように、幕末期の1867年（慶応2年）に崩御した孝明天皇以降である。
その後、明治以降から昭和前期までは皇族の埋葬方法は基本的に土葬で、天皇も後水尾天皇以降は昭和天皇に至るまで土葬が続いた。しかし昭和中期以降、陵に葬られる天皇皇后を除く皇族は、本人（もしくは遺族）の希望等で火葬される例が増えていき、その最初の例となった秩父宮雍仁親王以降、皇族の身分のまま薨去した者（親王妃含む）は最新の事例である2024年11月に薨去した崇仁親王妃百合子に至るまで全員が火葬されている。秩父宮夫妻、高松宮夫妻、三笠宮崇仁夫妻については夫婦合葬されている。
天皇皇后については土葬とされていたが、2012年4月26日、宮内庁は天皇や皇后が崩御した際の埋葬方法を、当時の天皇だった明仁および皇后だった美智子の意向により、旧来の土葬から火葬に変える方針で検討すると発表、儀式面の変更について検討に入った。
宮内庁の説明によれば、この検討開始は前年秋の上皇后美智子の誕生日における、記者団からの質問をきっかけとしたものであった。上皇后は即答することは避けたものの、前々から自分たちの葬制については話し合いを持っており、上皇はこれを機会として宮内庁に検討を要請したという。
上皇はいずれ自らが葬られることになる武蔵陵墓地に、自分たちを含めて少しでも多くの被葬者を収容できればとの意向をもっていた。しかし敷地は限られており、火葬であれば陵の用地を縮小できるので、被葬者数の増加が実現できるのではないかと考えたという。
そして2013年11月14日、検討を終えた宮内庁は、上皇と上皇后の葬儀を火葬とすることを発表した。皇太子だった徳仁や秋篠宮文仁親王などの皇室関係者の了承も得ている。火葬は武蔵陵墓地に設置される専用の設備を使って行われることとされた。同時に両者の陵の予定地も大正天皇陵の多摩陵の西側に定められた。
上皇后との合葬も上皇は希望していたが、上皇后が恐れ多いとして辞退を申し出たことに加え、先立った方の祭祀が後から崩御した方の葬儀行事中には行えないという技術的理由もあって、取りやめとなった。しかし陵は完全に隣り合わせに造営されることとなり、皇族拝所などの設備は別々に設置されるものの、一般拝所については境界は設けられず、一体的に整備される。これらの変更により、当初の意向通り、陵のサイズ及び兆域が大きく縮小されることとなった。

#### 多死社会の到来
団塊の世代全てが75歳以上になる2025年には、年間死亡者数は140万人を超えると推測される。このため火葬場不足が深刻化し、葬儀・火葬・埋葬ができない、いわゆる“葬儀難民”問題が到来することが懸念されている。
1988年には全国に1900以上あった火葬場が2016年時点には統合・大型化の影響などで1500に減少し、死者の数がピークに達する2025年には、東京近郊などの都心部を中心に、火葬能力が追い付かない事態が想定され、首都圏では火葬まで1週間待ちなどの事態も生じている。
しかしながら、火葬場の新設に対しては周辺住民の反対運動が多く、建設がスムーズには進みにくい。一方、火葬場不足をチャンスととらえた「遺体ホテル」などの新ビジネスが生まれている。埋葬場所の不足も深刻で、東京都では8ヵ所の都立霊園の申し込み倍率は20 - 30倍となっている。
生活困窮者が死亡した際の火葬代などとして厚生労働省が支給する葬祭扶助費の総額が、2021年度には全国で約104億円に及ぶことが明らかになっている。困窮する独居高齢者の増加のほか、故人の引き取りを拒否する親族の増加が背景にあるとされ、多死社会における公的支援のあり方が問われている。

### 中国における火葬
中国共産党は火葬を奨励し、人口の少ない地域や一部の少数民族を除いて土葬を禁ずる条例がある。勝手に土葬をした場合の罰則もあるが、十分に守られているとは言えない。土葬を禁じた地域での2013年の火葬率は 64.88% であった。

### 台湾における火葬
台湾では火葬率が2003年には 77.19% だったのに対し、2013年には 93.66% に増加している。

### 朝鮮における火葬
朝鮮では儒教思想と風水地理思想、抑仏政策が支配的だった李氏朝鮮時代の成宗治世下で仏教の葬儀形態である火葬が禁止されて以降、土葬が主流となり、一人ずつ土を盛り封墳をつくって埋葬し、碑石を建てる慣習があった。
日本統治時代には土地の活用のため土葬が禁止されたが、火葬はなかなか定着しなかった。独立後の韓国でも火葬は貧しい人のするものというイメージがあった。
しかし、ソウル一極集中の進展に伴い、土葬するための土地の不足から、火葬を奨励する市民運動なども起こり、火葬をする人が徐々に増加した。これは、日本同様狭い国土に人口が急増し、ソウル首都圏など大都市で土葬を行うための土地を、確保できなくなっていることが理由となっている。このため、大都市部での土葬は、宗教指導者など一部の人に限られており、近年では2009年2月に死去した韓国人初のキリスト教枢機卿であった金寿煥、同年8月に死去した元大統領の金大中の例があるくらいである。1994年では、火葬されるのは20.5%の割合であったが、2005年には52.6%と半数を超え、2015年には火葬率も80.5%となった。火葬の増加に伴い土饅頭を模した納骨堂や家族納骨堂など新しい形の葬礼施設が出現している。
北朝鮮では当局の要求にもかかわらず依然として火葬への忌避感が強く残っているとされる。

### アメリカにおける火葬
アメリカ合衆国での火葬率は、2012年の時点でミシシッピ州の10%台からネバダ州の70%超まであり、州によって様々である。政治的にもリベラルな気風を持つとされる西部では火葬率が高く、対して保守的な価値観が優勢であると言われる中南部では低い傾向にある。合衆国全体では43%であり、今後も上昇すると予想されている。ネイティブ・アメリカンは土葬や樹上に遺体を乗せる形式が多く、火葬は一般的ではない。

### 西ヨーロッパにおける火葬
イギリスやカナダでは70%程度、フランスでは農村で土葬の傾向が強く火葬は40%程度である。昔に比べれば近年は火葬に対する忌避感は薄れており、また前近代よりも圧倒的に多数の人口を抱える現代では埋葬地の確保が困難なことから、教会に火葬場が併設されている事例も増えている。
火葬時には、棺を使用することにはとらわれず、遺体袋（ボディバッグ）やケースを使用する場合が見られる。また、葬儀を行わずに直接火葬を行う事例はダイレクト火葬と呼ばれており、このケースでは遺体袋すら使用しない場合も多い。

### ロシア連邦における火葬
ソビエト連邦の崩壊後のロシア連邦において、伝統的に土葬を行ってきた正教徒であっても経済的な理由から火葬にするケースがある。これに示されているように、（ロシア正教会に限らず全世界の）正教会でも火葬が禁止されている訳ではない。ただし土葬に比べて火葬の比率は低いものにとどまっている。

### ギリシャにおける火葬
ギリシャ正教会は火葬を認めるのは虚無主義であり、また宗教弾圧であるとして反対、火葬を希望する人の葬儀は執り行わないと宣言している。ギリシャにおいては、2006年に火葬を認める法律ができたものの、2014年時点でも火葬施設が国内に無い状態である。

## 諸宗教における火葬

### キリスト教
キリスト教は「死者の復活」の教義を持ち、伝統的に火葬に否定的な見解がある。異端とされたジョン・ウィクリフは、遺体が掘り起こされて火葬された。
一方、日本においては必ずしも採用されている見解ではない。
正教会、カトリック教会、聖公会、プロテスタントのいずれの教派の信徒も、他国では通常土葬されることが多いが、日本においては火葬されることが一般的である。
ローレン・ベットナーは『不死』で、聖書『ヨシュア記』7:25-26、第一サムエル31:10-13から火葬が「のろわれた者」に対するものであったとして火葬に反対しているが、この本を日本語に翻訳した尾山令仁は、異なる見解を採っている。

### ユダヤ教、イスラム教
ユダヤ教、イスラームでは、死者の復活の教義を持ち、この際に元の肉体が必要と考えられているため、火葬への禁忌が強い。
イスラム教では火葬を晒し首などと同じ処刑後の死者への追加刑罰と考えることもあり、イランなどでは処刑された犯罪者は火葬される。
ユダヤ教では火葬を冒涜とみなしているため基本的に土葬であるが、2019新型コロナウイルスの感染拡大では衛生との兼ね合いから、イスラエルの超正統派指導者が火葬を認める見解を発表。欧州のユダヤ教に対し「政府が求めるならば受け入れるべきだ。死後もウイルスと戦ったミツヴァとみなされる」と呼びかけた。

### ヒンドゥー教
ヒンドゥー教でも、最も多い葬送手段は火葬である。通常、遺体は棺桶に入れず、布でくるまれる。火葬は火葬場か墓地で行われるが、いずれにしても屋外で、薪火葬用の薪で焼かれる。遺骨は川に散骨する（水葬同様、ガンジス川の人気が高い）ことから、火葬場の多くは河原にある。火葬は、遺骸を火によって速やかに毀損せしめることで、死んだ直後の霊魂による自らの肉体への未練を断ち切るとともに、立ち昇る煙とともに霊魂を天上界に送ることを促す行為であるといい、この点はユダヤ教、キリスト教、イスラーム教の教義とは対照をなす。このため、死後できるだけ速やかに火葬をするのがよいと考えられている。
インドでは変死人（病死、交通事故死などを含む）と幼児は水葬にする。「変死人と幼児は、己の生命を全うしなかったために回生の機会を与えられない」という理由による。このため火葬者の遺族は死者をあまり嘆かないが、焼かずに川に流されるものの遺族は、しばしば狂ったように泣くという。火葬に要する時間はおよそ30分である。骨を拾う習慣はなく、灰となった遺骸はそのまま川へ流される。

### 儒教
儒教では火葬は身体の毀損行為であり、中国の歴代王朝の法典においても禁止が明記されている。しかし唐中後期に仏教僧侶の火葬が盛んになり、宋以降は土地や費用がないなどの理由で一般にも火葬が多く行われた。明では復古的政策を取って火葬を厳禁したが、それでも火葬はなくならなかった。

## 戦争（紛争）などで起きる火葬に関する問題

### ホロコースト
ユダヤ教では戒律として土葬が行われていたが、ナチス・ドイツのホロコーストに際して、アウシュビッツ強制収容所で多数の犠牲者らは遺体を焼却された。

### シリア内戦
2020年代前半、シリア内戦で反体制に対する処刑が行われたあと遺体が秘密裏に火葬されている実態（火葬場の建設画像）がGoogle Earthなどの画像を用いて明かされる。シリア国民の多数派であるイスラム教徒は土葬が基本である。

### ロシアのウクライナ侵攻
キリスト教ロシア正教会の影響で土葬が多いロシアでは、2022年ロシアのウクライナ侵攻で多数の戦死者を出しており、クリミア半島がロシア兵士の火葬場として使われている。ウクライナの首都キーウ（キエフ）在住でクリミア選出の元ウクライナ国会議員のレファット・チェバロフの証言として2022年3月18日伝えられたところによると、ロシアはロシアによるクリミアの併合したクリミアで若い男性をロシア連邦軍に動員してウクライナ本土の戦場に送り込んでいるだけでなく、侵攻開始の数年前に近代的な大きな火葬場が建設し、ロシア本国での反戦運動を恐れて戦死者を遺体のままロシアに持ち帰らないよう、24時間態勢で死んだ兵士を火葬にしている。
3月20日付の英紙サンデー・テレグラフは、ロシア軍が被害の実態を秘匿するため、ウクライナで戦死した自国兵（ロシア兵）の遺体を極秘裏にベラルーシに移送している可能性があると報じた。これに先立ち、米政府系放送局「ラジオ自由欧州・ラジオ自由」は、ベラルーシ南東部に夜間、次々と到着するロシア軍車両だとする映像を公開。公開された映像の車両の窓は中が見えないよう白いカーテンで覆われ、側面に赤十字が記されていた。
ウクライナの大統領ウォロディミル・ゼレンスキーは、3月27日発行の英エコノミスト誌のインタビューの中で「プーチン大統領は自国（ロシア）の兵士たちの遺体を放置している」と非難。ウクライナ軍の複数の兵士によれば、一部の戦場ではロシア兵の遺体の腐敗臭がひどく、息もできないほどであるという。
今回の「特別軍事作戦」で死亡した兵士の家族には一時金として500万ルーブル、保険金、補償金として742万ルーブル、計1242万ルーブルが支払われることになっている。しかし実際には多くの兵士は「行方不明」として処理されている。

## 火葬に伴う問題

### 火葬のにおい
人が焼ける時のにおいには、その個体により強弱があるという。インドで神のように崇められた賢者が火葬にされた際には、村中に悪臭が漂って何日も消えなかったという伝説がある。また、人の心理的な原因により火葬のにおいに対する感じ方は大きく左右される。インドやネパールのように露天で薪を使った火葬では、実際には木が焼けるにおいのほうが強く、人体が焼ける臭いは隠蔽されるのが普通だが、人を焼くという非日常的な印象や死に対する嫌悪感などから、それをいやなにおいと錯覚する場合が多い。

### 遺灰の処理と貴金属の回収
日本において、火葬された後に残る遺骨、遺灰をどうするかは、遺族の考えや地域により差がある。骨上げで、関東では遺骨全てを骨壺に納める傾向が強いのに対して、関西では喉仏など一部を拾うに留めることが多い。遺灰には歯の治療や人工骨などで使われた貴金属（金、銀、パラジウムなど）が含まれており、都市鉱山としても着目されている。
拾骨時に遺族が持ち帰らなかった「残骨灰」に対する自治体の対応には全国統一の基準はなく、厚生労働省が2018年に初の調査を実施した。調査対象141自治体のうち94自治体から回答があり、約2割は有価物を自ら回収して売却収入を歳入に繰り入れている。他は、売却収入を当て込んだ業者に0円や1円などで処理を委託しているケースが多いが、複数回答や明確な回答を避けた自治体もあった。厚生労働省による2010年の自治体への通知では、貴金属を含む残骨灰は「宗教的感情の対象として扱われる限りにおいて、廃棄物処理法に基づく廃棄物に該当しない」とする一方で、そうでない場合は「廃棄物に該当する」としており、実際、貴金属を含めて残骨灰全ての処理を業者に委ねたり、貴金属のみを自治体に返還させたり、貴金属を売却させて返金させたり、複数の方式に分かれている。自治体では貴金属の回収により得た収益を火葬場の改修費に充てるなどしているが、死体を換金するのは不敬であるという意見もある。